# 古城子街道 (抚顺市)
古城子街道，是中华人民共和国辽宁省抚顺市望花区下辖的一个乡镇级行政单位。2019年11月29日，撤销古城子街道，将其所辖行政区域划归演武街道管辖。

## 行政区划
古城子街道下辖以下地区：
古城社区、古泰园社区、南昌社区、中心社区、河东社区和先锋社区。